# Service pénitentiaire d'insertion et de probation
Pour les articles homonymes, voir Spip.
Les services pénitentiaires d'insertion et de probation (SPIP) sont des services déconcentrés à l'échelle départementale de l'administration pénitentiaire française chargés d'assurer le contrôle et le suivi des personnes placées sous main de justice en milieu ouvert ainsi qu'en milieu fermé. Les SPIP contribuent à la prévention de la récidive et favorisent la réinsertion des personnes condamnées en concourant à l'individualisation des peines privatives de liberté et à la préparation des décisions de justice à caractère pénal. 
Parmi les personnes placées sous main de justice (PPSMJ), on distingue, d'un côté, les condamnés et les prévenus en milieu fermé, et, de l'autre, les probationnaires en milieu ouvert. 

## Organisation territoriale
Rattachée depuis 1911 au ministère de la Justice, l'administration pénitentiaire contribue à l'objectif général de sécurité publique en assurant une double mission de surveillance et de réinsertion des personnes détenues. La poursuite de ce second objectif est confiée aux services pénitentiaires d'insertion et de probation, créés en 1999 par la fusion des comités de probation et d'assistance aux libérés (CPAL) et des services sociaux éducatifs (SSE) des établissements.  
Au sein de chaque département, les SPIP comptent un siège départemental et une ou plusieurs antennes auprès des établissements pénitentiaires et des juridictions.
Il existe aujourd'hui 103 services pénitentiaires d'insertion et de probation sur l'ensemble du territoire, certains SPIP regroupant deux départements.

## Personnel
L'École nationale d'administration pénitentiaire (ENAP) est chargée de former l'ensemble des personnels pénitentiaires dont ceux exerçant dans les services pénitentiaires d'insertion et de probation.

### Direction
Le directeur fonctionnel des services pénitentiaires d'insertion et de probation (DFSPIP) est responsable du fonctionnement du service au niveau départemental, sous l'autorité hiérarchique du directeur interrégional des services pénitentiaires. Il est assisté de  directeurs pénitentiaires d'insertion et de probation (DPIP) qui peuvent être adjoints, chefs d'antenne ou cadres de proximité. Depuis 2009, un poste d'attaché d'administration a été créé dans les SPIP les plus importants.

### Conseillers et travailleurs sociaux
Les personnels qui suivent directement les personnes prises en charge par les SPIP sont les conseillers pénitentiaires d'insertion et de probation (CPIP) et les assistants de service social (ASS), principalement en milieu fermé. On trouve également des psychologues pour accompagner les CPIP dans les programmes collectifs (groupes de parole, etc.).

### Personnels de surveillance
Afin de mettre en place et de suivre les placements sous surveillance électronique, des surveillants pénitentiaires exercent dans les SPIP depuis 2008.

### Personnel administratif
En plus des attachés d'administration que l'on trouve dans les SPIP les plus importants, il existe des secrétaires administratifs chargés des ressources humaines et financières ainsi que des adjoints administratifs.

## Missions
Elles sont définies par le Code de procédure pénale (articles D.573 et D.574) :
- Favoriser la réinsertion des personnes majeures placées sous main de justice, incarcérées ou non ;
- Veiller au respect des obligations qui sont imposées par le magistrat (le plus souvent le juge de l'application des peines) aux personnes condamnées ;
- Réaliser des enquêtes sociales rapides préalables à la comparution devant une juridiction ;
- Assurer le suivi des mesures judiciaires de milieu ouvert ;
- Informer les autorités judiciaires du déroulement des mesures ;
- Aider à la prise de décision de justice, notamment en communiquant à l'autorité judiciaire toutes les informations nécessaires à une meilleure individualisation de la peine adaptée à la situation de la personne ;
- Proposer au magistrat des aménagements de peine ;
- Prévenir les effets désocialisants de l'incarcération ;
- Maintenir les liens familiaux et sociaux de la personne détenue ;
- Aider les sortants de prison.

Une évaluation de la personne prise en charge doit être réalisée dans les trois mois pour une personne suivie en milieu ouvert et dans le mois pour une personne suivie en milieu fermé (détention). Le but de cette évaluation est de déterminer un mode de prise en charge pour chaque personne suivie par le SPIP. Elle est validée par la direction du SPIP.
De 2012 à 2014, le diagnostic à visée criminologique (DAVC) est introduit dans les tâches des SPIP. Expérimenté à partir du 1er janvier 2012, il devait être généralisé pour toute la population placée sous main de justice. Il est abandonné en 2014, par décision de Christiane Taubira, garde des Sceaux, ministre de la Justice. Le diagnostic consistait à répondre à un certain nombre de questions dans une application informatique utilisée par tous les services. Le diagnostic devait être commencé dès le début de la prise en charge et transmis dans les trois mois pour une personne suivie en milieu ouvert et dans le mois pour une personne suivie en milieu fermé (détention). Le diagnostic à visée criminologique, une fois validé par l'autorité et le mode de prise en charge déterminé, pouvait être complété ou modifié en cours de prise en charge. Le diagnostic à visée criminologique est remplacé par une fiche diagnostic synthétisant l'évaluation de la personne prise en charge.

## Compétence

### Milieu fermé
Au sein des établissements pénitentiaires, les services pénitentiaires d'insertion et de probation agissent en lien avec le personnel de surveillance et le personnel de direction. Les SPIP assurent le lien entre l'intérieur et l'extérieur. À cet effet, ils coordonnent l'action de différents partenaires de l'Administration pénitentiaire (personnels de santé, personnels d'éducation, associations, bénévoles, etc.). Par un suivi individuel de chaque détenu et des activités de groupe, les conseillers pénitentiaires d'insertion et de probation et les assistants de service social préviennent la récidive en favorisant la réinsertion sociale et professionnelle des personnes placées sous main de justice :
- Information de la détention à la famille ;
- Aide au maintien des liens familiaux et sociaux ;
- Accès aux dispositifs sociaux ;
- Préparation à la sortie et à la réinsertion ;
- Éclairage des décisions de justice, notamment du juge de l'application des peines, quant aux demandes d'aménagement de peine déposées par les personnes incarcérées ;
- Dispositif de placement à l'extérieur ;
- Participation pour avis aux commissions d'application des peines (demandes de permission de sortir, remises de peine supplémentaires, etc.) ;
- Participation aux différentes commissions internes pour la prévention du suicide, l'orientation des détenus, la lutte contre l'indigence, etc. ;
- Propositions de maintien sous main de justice des personnes détenues à l'issue de la période de détention (surveillance judiciaire, placement sous surveillance électronique mobile...).

Et, en lien avec les partenaires :
- Lutte contre l'illettrisme ;
- Accès à la formation, au travail ;
- Action culturelle et développement de la lecture ;
- Accès aux soins ;
- Lutte contre l'indigence ;
- Lutte contre la toxicomanie ;
- Éducation pour la santé.

### Milieu ouvert
Dans le cadre de la préparation et de l'exécution des décisions de justice à caractère pénal, les services pénitentiaires d'insertion et de probation travaillent en liaison avec les magistrats et les autorités locales :
- Suivi présentenciel : un représentant du parquet (procureur de la République ou substitut) ou un juge d'instruction peuvent mandater le SPIP pour effectuer une enquête sociale rapide qui établit un portrait de la situation familiale, professionnelle et matérielle d’une personne prévenue de la commission d'un acte délictuel ou criminel. Le magistrat mandant tient compte du rapport d'enquête sociale pour qu'il soit décidé, par le tribunal constitué ou par lui seul, du placement du prévenu en détention ou sous contrôle judiciaire ou de sa condamnation à une peine alternative à l'incarcération. Il s'agit d'environ 10 % de l'activité d'un SPIP.
- Suivi postsentenciel : le juge de l'application des peines mandate le SPIP pour le suivi des personnes condamnées à un sursis probatoire, une libération conditionnelle, un suivi socio-judiciaire (principalement pour les délinquants sexuels) ou à une peine de travail d'intérêt général ou une peine de stage. Les conseillers pénitentiaires d'insertion et de probation contrôlent le respect des obligations et des interdictions et préviennent la récidive en les accompagnant dans leur réinsertion.

Le milieu ouvert prend en charge les personnes condamnées à des peines alternatives à l'incarcération ou bénéficiant d'aménagements de peine, ainsi que celles ayant à exécuter des mesures pénales sans écrou :
- Sursis probatoire
- Détention à domicile sous surveillance électronique
- Travail d'intérêt général
- Libération conditionnelle
- Semi-liberté
- Peines de stage
- Placement à l'extérieur
- Placement sous surveillance électronique mobile
- Placement sous surveillance judiciaire
- Suivi socio-judiciaire
- Réduction conditionnelle de peine
- Autres (contrôle judiciaire, interdiction de séjour, etc.).

## Anecdote
Le SPIP de Loire-Atlantique joue un rôle important dans l'affaire Laëtitia Perrais, jeune fille assassinée par Tony Meillon en 2011. En effet, comme le montre Ivan Jablonka dans Laëtitia ou la Fin des hommes, le dossier de ce dernier n'a pu être traité, en raison de l'engorgement et des sous-effectifs dans le service, de telle sorte que le suivi socio-judiciaire ordonné par la justice n'a pu être mis en œuvre.